# Diasporus anthrax
Diasporus anthrax es una especie de anfibio anuro de la familia Eleutherodactylidae. Es endémica de Colombia. Su hábitat natural son los bosques húmedos subtropicales o tropicales a baja altitud y montañas húmedas tropicales o subtropicales.